# 宮城県黒川高等学校
宮城県黒川高等学校（みやぎけん くろかわこうとうがっこう）は、宮城県黒川郡大和町吉岡字東柴崎にある県立高等学校。通称は「黒高」（くろこう）。

## 設置学科
- 全日制
  - 普通科
  - 機械科
  - 電子工学科
  - 環境技術科

## 沿革
- 1901年
  - 1月26日 - 乙種農学校に関する規定に基づき、設立認可。修業年限本科2年、別科6ヶ月
  - 4月23日 - 黒川郡吉岡町（現：大和町）字下町の旧備荒倉に黒川農学校として開校（分校を拍川村大谷尋常高等小学校内に設置）
  - 5月 - 文部省令第11号により郡立黒川農学校と改称
- 1902年4月 - 分校を粕川村字稲荷堂に移す
- 1903年6月 - 校則を改正し、本科の修業年限を3年とする
- 1906年3月31日 - この日限りで粕川村（現：大郷町）にあった分校を廃止する[1]
- 1909年4月 - 校地を吉岡町柴崎に移転する
- 1922年3月21日 - 県へ移管され、宮城県黒川農学校と改称
- 1940年11月24日 - 創立40周年記念式典挙行
- 1948年
  - 4月1日 - 学制改革により名称を宮城県黒川高等学校と改称。普通科を併設
  - 7月1日 - 定時制課程を設置。富谷、大谷、大松沢に分校を設置
- 1949年4月1日 - 普通科B類を家政科に改称。大衡村、宮床村に分校設置
- 1951年10月9日 - 創立50周年記念式典挙行
- 1956年4月 - 定時制分校統廃合（大衡分校を中心校（本校）に統合、大谷・大松沢両分校合併し大郷分校と改称、宮床分校募集停止）
- 1960年4月1日 - 中心校（本校）に普通科を設置。農業科の募集停止
- 1961年
  - 4月1日 - 農業科2組のうち、1組を農業機械コースとする
  - 11月2日 - 創立60周年記念式典挙行
- 1963年4月1日 - 農業土木科を設置
- 1964年2月29日 - 校旗制定
- 1969年4月 - 農業科の教育課程を一本化
- 1971年10月29日 - 創立70周年記念式典挙行
- 1972年4月 - 農業科が男女共学化
- 1979年4月 - 農業科に推薦入学制度を導入
- 1981年10月16日 - 創立80周年記念式典挙行
- 1985年4月1日 - 農業土木科に推薦入学制度を導入
- 1987年4月1日 - 家政科に推薦入学制度を導入
- 1991年
  - 4月 - 農業科、農業土木科、家政科の募集停止。農業経営科、環境工学科、電子機械科を設置
  - 10月9日 - 創立90周年・七峰会館落成記念式典挙行
- 1994年4月1日 - 普通科に推薦入学制度を導入
- 2001年10月31日 - 創立100周年記念式典
- 2002年4月1日 - 環境工学科を土木科に改称
- 2006年9月 - 校舎の老朽化に伴い大規模改修工事開始
- 2007年
  - 3月 - 大規模改修工事終了。新校舎完成
  - 4月 - 大郷分校の生徒募集を停止
- 2009年3月 - 大郷校が閉校
- 2009年4月 - 制服のデザインを変更
- 2010年4月 - 農業経営科と電子機械科の募集停止。機械科と電子工学科を新設。土木科を環境技術科に改編
- 2012年3月 - 農業経営科と電子機械科が閉科

## アクセス
- 仙台市地下鉄南北線・泉中央駅より宮城交通・ミヤコーバス吉岡 行で「吉岡志田町」バス停下車、徒歩15分。なお、平日朝であれば泉中央駅から7時5分に松坂平五丁目行きが運行されている。
- 東北自動車道・大和ICより約1km（車で約2分）。

## 進路
- 就職7割、進学3割が例年の傾向。就職は主に近年発展が著しい近隣の仙台北部中核工業団地への就職者が多い。進学は主に県内及び県外の私立大学や各種専門学校への進学者が多く、受験方法としてはAO入試や指定校推薦を利用しての進学が目立つ。

## 部活動
- 運動部 - 野球部、山岳部、柔道部、バドミントン部、テニス部、陸上競技部、サッカー部、バレーボール部、卓球部、ソフトボール部、バスケットボール部、剣道部、空手道部
- 文化部 - ロボット研究部、パソコン部、演劇部、書道部、美術部、音楽部、吹奏楽部、調理部
- 愛好会・同好会 - ゴルフ愛好会、写真愛好会、茶道同好会、囲碁・将棋同好会、ウェイトリフティング愛好会
- 全員入部制。1997年にロボットコンテストで全国優勝したロボット研究部は全国的にも有名である

## 出身有名人
- 香川真司 （元マンチェスター・ユナイテッド）(転校→ウィザス高等学校）